# British National League (1996–2005)
Die British National League war von 1996 bis 2005 die zweithöchste Liga im britischen Eishockey unterhalb der Ice Hockey Superleague bzw. der Elite Ice Hockey League. Sie war über der English National Hockey League und der Scottish National League einzusortieren. 

## Teams
- Basingstoke Bison (98 - 03)
- Blackburn Hawks (96 - 97)
- Bracknell Bees (03 - 05)
- Cardiff Devils (01 - 03)
- Castlereagh Knights (96 - 97)
- Coventry Blaze (vorher Solihull Blaze 96 - 98) (99 - 03)
- Dumfries Vikings (96 - 97)
- Dundee Stars (01 - 05)
- Edinburgh Capitals (vorher Murrayfield Royals) (96 - 05)
- Fife Flyers (96 - 05)
- Guildford Flames (96 - 05)
- Hull Stingrays (vorher Hull Thunder) (99 - 05)
- Kingston Hawks (96 - 98)
- Lancashire Hawks (97 - 98)
- Medway Bears (96 - 97)
- Milton Keynes Kings (später Solihull/Milton Keynes) (99 - 03)
- Newcastle Vipers (02 - 05)
- Paisley Pirates (96 - 02)
- Peterborough Pirates (96 - 02)
- Slough Jets (96 - 02)
- Swindon IceLords (96 - 97)
- Telford Tigers (98 - 99)
- Whitley Bay Warriors (96 - 97)

## Meister nach der regulären Saison
1996/97 Nord: Fife Flyers – Süd: Swindon IceLords
1997/98 Guildford Flames
1998/99 Slough Jets
1999/00 Fife Flyers
2000/01 Guildford Flames
2001/02 Dundee Stars
2002/03 Coventry Blaze
2003/04 Fife Flyers
2004/05 Bracknell Bees